# اندیس داربینی
داربینی یک اندیس  است که در حوالی شهر رایان استان کرمان قرار دارد   